# Prunus amplifolia
Prunus amplifolia är en rosväxtart som beskrevs av Pilger. Prunus amplifolia ingår i släktet prunusar, och familjen rosväxter. Inga underarter finns listade i Catalogue of Life.